# Xamqu (sockenhuvudort i Kina, Tibet Autonomous Region, lat 31,48, long 93,79)
Xamqu (kinesiska: Xiangqu, 香曲, Bangmuqie, 邦木切, 香曲乡) är en sockenhuvudort i Kina. Den ligger i den autonoma regionen Tibet, i den sydvästra delen av landet, omkring 330 kilometer nordost om regionhuvudstaden Lhasa. Antalet invånare är 5 144. Befolkningen består av 2 542 kvinnor och 2 602 män. Barn under 15 år utgör 34 %, vuxna 15-64 år 58 %, och äldre över 65 år 6,0 %.
Runt Xamqu är det mycket glesbefolkat, med 4 invånare per kvadratkilometer. Närmaste större samhälle är Biru, 10,5 km väster om Xamqu. Trakten runt Xamqu består i huvudsak av gräsmarker.
Genomsnittlig årsnederbörd är 957 millimeter. Den regnigaste månaden är juli, med i genomsnitt 214 mm nederbörd, och den torraste är december, med 4 mm nederbörd.